# Jocelyn Nigel Hillgarth
Jocelyn Nigel Hillgarth (Londres, 1929 - 2020) va ser un historiador i lul·lista britànic vinculat a l'illa de Mallorca.

## Biografia
En 1957 es va doctorar en filosofia a la Universitat de Cambridge amb la tesi The prognosticum of St. Julian. Va ser professor a la universitat de Texas (1964-1965), a la Universitat Harvard (1965-1970) i al Boston College (1970-1977). Des d'aleshores fins a la seva jubilació va ser professor de l'Institut Pontifical d'Estudis Medievals i de la Universitat de Toronto.
Es va especialitzar en temes d'història i cultura catalana i hispànica de l'edat mitjana, sobretot en tres grans àmbits: l'Espanya visigòtica, la Corona d'Aragó i el Regne de Castella als segles XIII, XIV i XV i la història intel·lectual i cultural de Catalunya i de Mallorca a l'edat mitjana. Fou membre corresponent de la Reial Acadèmia de Bones Lletres de Barcelona (1974) i de l'Institut d'Estudis Catalans (1996).
La contribució del professor Hillgarth als estudis sobre Ramon Llull i el lul·lisme ha esdevingut un punt de referència bàsic que ha permès una concepció renovada de la figura històrica del més gran dels intel·lectuals de parla catalana. Va fer un estudi històric de gran abast sobre la significació i la influència de la figura i de l'obra de Ramon Llull en el món del seu temps, i sobre la formació del primer lul·lisme parisenc a l'entorn de l'obra de Tomàs Le Myèsier. Els estudis lul·lians del professor Hillgarth tenen una amplitud temàtica i una gran varietat metodològica. Comprenen recerques sobre la presència d'eremites entre els primers seguidors del beat Ramon a Mallorca, catàlegs utilíssims de manuscrits, semblances sobre Ramon Llull a diverses enciclopèdies angleses i americanes, estudis sobre la Vita coaetanea lul·liana, sobre el lul·lisme mallorquí i francès dels segles xiv i xv, etc. En els seus darrers anys, Hillgarth va treballar en una recopilació de les fonts històriques conservades sobre Ramon Llull, que constitueix una nova peça fonamental per als estudis lul·lians contemporanis; es tracta del Diplomatari lul·lià, documents relatius a Ramon Llull i a la seva família, publicat a la col·lecció «Blaquerna» que promouen la Universitat de les Illes Balears i la Universitat de Barcelona.
Pel prestigi internacional que ha aconseguit com a lul·lista i com a medievalista, ha estat un dels brillants ambaixadors que la cultura catalana ha tingut en els darrers quaranta anys en l'àmbit universitari i de l'alta recerca històrica. El seu nom figura a totes les enciclopèdies i repertoris sobre l'edat mitjana d'arreu del món associat a Ramon Llull i a la història catalana medieval. El 2001 va obtenir el Premi Ramon Llull.
El 15 d'abril del 2020 la UIB en va anunciar públicament la mort.

## Obres
- Christianity and Paganism, 350-750 The Conversion of Western Europe (1986)
- The Spanish Kingdoms, 1250-1516 (1976-78; traducció espanyola, 1979-84)
- Ramon Llull and Fourteenth Century France (Oxford, 1971; versió catalana, Ramon Llull i el naixement del lul·lisme, Barcelona, 1998)
- Readers and Books in Majorca, 1229-1550 (1991)
- La Personalitat política i cultural de Pere III a través de la seva crònica